# Ivonne Bloche
Ivonne Bloche (* 3. November 1969 in Gera, Deutsche Demokratische Republik) ist eine deutsche Medienmanagerin. Seit 2024 ist sie Verwaltungsdirektorin des Mitteldeutschen Rundfunks.

## Leben
Nach dem Besuch der Erweiterten Oberschule und dem Erlangen der Hochschulreife absolvierte Bloche ein Studium der Betriebswirtschaftslehre an der Fakultät Handelshochschule der Universität Leipzig, welches sie 1994 als Diplom-Kauffrau abschloss. In der Folge war sie für eine Wirtschaftsprüfungsgesellschaft tätig.
1999 wechselte Bloche zum Mitteldeutschen Rundfunks, wo sie zunächst als Sachbearbeiterin in der Hauptabteilung Personal, Honorare und Lizenzen innerhalb der Verwaltungsdirektion tätig war. Nach weiteren Stationen im Referat Personalorganisation sowie der Abteilung Grundsatzangelegenheiten in der juristischen Direktion, gehörte sie ab 2012 als Referentin dem Leitungsstab der Hauptabteilung Personal und Organisationsentwicklung an. Zum Juni 2017 übernahm Bloche die Leitung der Abteilung Personalorganisation, im April 2021 wurde sie Leiterin der Hauptabteilung Personal und Organisationsentwicklung des MDR. Als Nachfolgerin von Ralf Ludwig wurde sie im Dezember 2023 vom MDR-Rundfunkrat zur Verwaltungsdirektorin des Mitteldeutschen Rundfunks berufen. Ihre fünfjährige Amtszeit begann am 1. Januar 2024.
Bloche ist Mutter von zwei Kindern.